# Athanaric
Athanaric (en gotique : Athanareiks, exactement Aþanareiks), né en 318 et mort le 21 janvier 381 à Constantinople, est un roi Wisigoth de la seconde moitié du IVe siècle.

## Contexte historique
Depuis la fin du IIIe siècle, les Wisigoths, encore appelés Tervinges, sont installés dans l'ancienne province romaine de Dacie ; un traité de fédération est conclu en 332 avec l'empereur Constantin. À partir des années 340, le christianisme les atteint sous sa forme homéenne avec la prédication de Wulfila, nommé évêque des Goths en 341. En 364, l'empire romain est partagé entre deux empereurs Valens et Valentinien, tandis que des usurpateurs tentent de prendre le pouvoir. 

## Biographie
On sait peu de choses sur les origines d'Athanaric, qui devient roi des Wisigoths au milieu du IVe siècle. Il serait le fils d'Aoric, roi des Goths. Celui-ci lui aurait fait jurer de ne pas entrer dans l'Empire Romain de force.
À partir de 365, il soutient l'usurpateur Procope contre l'empereur d'Orient Valens ; Procope vaincu, Athanaric, vaincu en 369 après trois ans de guerre, doit traiter avec Valens en 370, lors d'une rencontre en terrain neutre, sur un bateau au milieu du Danube. Il doit accepter l'hégémonie romaine et renoncer à percevoir un tribut.
Resté fidèle au paganisme, il persécute les Goths chrétiens ariens entre 369 et 372, qui forment un parti opposé à lui, sous la direction du noble converti, Fritigern.
À la suite de la poussée des Huns du khan Balamber, en 376, la majeure partie de son peuple suit Fritigern et entre dans l'Empire romain tandis qu'Athanaric et ses fidèles se réfugient dans les Carpathes. 
Les partisans de Fritigern subissent des péripéties notables : en 378, à Andrinople, ils vainquent l'armée romaine de Valens, qui est tué et remplacé par Théodose. Athanaric, invité par Théodose, accepte le voyage et entre dans l'Empire avec son groupe. Comme Théodose, il a lutté contre l'hérésie arienne et celui-ci veut le remercier de ne pas être intervenu avec les Goths de Fritigern à Andrinople. Il est reçu avec les honneurs à Constantinople le 11 janvier 381 comme "chef du clan royal des Scythes" et Théodose se dit "ami des Goths". II y meurt peu après, le 21 janvier 381.
En 382, après la mort de Fritigern un nouveau traité est conclu avec les Wisigoths. 
Après sa mort, Athanaric devient un symbole pour les Goths. La généalogie de la dynastie Balthes en Gaule commence avec lui et le roi des Burgondes Gondioc revendique son lignage.

#### Auteurs anciens
- Ammien Marcellin, Histoires.
- Sozomène, Histoire ecclésiastique.
- Zosime, Histoire nouvelle.
- Jordanès, Histoire des Goths.
- (la) Isidore de Séville, Historia Gothorum, 6-11.

#### Travaux modernes
- Émilienne Demougeot, La formation de l'Europe et les invasions barbares, vol. I : Des origines germaniques à l'avènement de Dioclétien, Paris, Aubier, coll. « Collection historique », 1979 (1re éd. 1969), 616 p. (présentation en ligne), [présentation en ligne], [présentation en ligne].
- Émilienne Demougeot, La Formation de l'Europe et les invasions barbares, vol. II, t. I : De l'avènement de Dioclétien (284) à l'occupation germanique de l'Empire romain d'Occident (début du VIe siècle) : le IVe siècle, Paris, Aubier, coll. « Collection historique », 1979 (1re éd. 1969), 410 p. (ISBN 978-2-7007-0146-3, présentation en ligne).
- Émilienne Demougeot, La Formation de l'Europe et les invasions barbares, vol. III, t. II : De l'avènement de Dioclétien (284) à l'occupation germanique de l'Empire romain d'Occident (début du VIe siècle) : le Ve siècle, Paris, Aubier, coll. « Collection historique », 1979 (1re éd. 1969), 519 p. (ISBN 978-2-7007-0146-3, BNF 34645099).
- Herwig Wolfram, Histoire des Goths, Éditions Albin Michel, 1991.
- Ferdinand Lot, La Fin du monde antique et le début du Moyen Âge, Éditions Albin Michel, coll. « L'Évolution de l'humanité », Paris, 1968, 566 pages.
- Renée Mussot-Goulard, Les Goths, Atlantico, Biarritz, 1995.